# Nasiczne
Nasiczne – osada w Polsce położona w województwie podkarpackim, w powiecie bieszczadzkim, w gminie Lutowiska.
Wierni kościoła rzymskokatolickiego należą do parafii św. Michała Archanioła w Dwerniku.

## Historia
W połowie XIX wieku właścicielką posiadłości tabularnej w Caryńskiem z Nasicznem była Krystyna Niemczewska. Na przełomie XIX i XX wieku obszary we wsi posiadał Antoni Pogłodowski, a w 1903 odkupił je od niego Teodor Alfred Serwatowski.
W latach 1975–1998 miejscowość administracyjnie należała do województwa krośnieńskiego.
Po II wojnie światowej wieś uległa całkowitemu zniszczeniu i wysiedleniu. Obecna zabudowa i infrastruktura osady leśnej powstały po 1956.
Nasiczne leży w Bieszczadach w dolinie Nasiczniańskiego Potoku (w dolnym biegu Dwernik), przy drodze Dwernik – Brzegi Górne. Znajduje się tam leśniczówka i stanica Chorągwi Gdańskiej ZHP.
W pobliżu Nasicznego znajdują się trzy jaskinie, w tym największe w polskich Bieszczadach: Jaskinia w Nasicznem II i Jaskinia w Nasicznem I.

## Demografia
- 1921 Nasiczne zamieszkiwało 247 osób (w 41 domach mieszkalnych):
  - 225 wyznania greckokatolickiego
  - 14 wyznania rzymskokatolickiego
  - 8 wyznania mojżeszowego
- 1991 – 57 osób
- 2004 – 49 osób
- 2020 – 57 osób[1]